# American Pale Ale
American Pale Ale ou APA é um estilo de cerveja pale ale desenvolvida nos Estados Unidos da América na década de 1980.
American Pale Ales tem teor alcoólico em torno de  5%  com quantidades significativas de lúpulo americano, tipicamente Cascade. Apesar dessa cerveja Americana utilizar levedura e malte americano, é o lúpulo Americano que distingue uma APA de uma pale ale britânica.
O estilo está próximo de uma India Pale Ale (IPA), entretanto IPAs são mais fortes e possuem lúpulo assertivo. O estilo também está próximo de uma american amber ale, entretanto ambers são mais escuras e maltadas devido ao uso de malte cristal.